# 恋のブギー (アルバム)
| 専門評論家によるレビュー | 専門評論家によるレビュー |
| レビュー・スコア         | レビュー・スコア         |
| 出典                     | 評価                     |
| ------------------------ | ------------------------ |
| Allmusic                 | [ 1 ]                    |
| Christgau's Record Guide | B−                       |

『恋のブギー』（こいのブギー、Get Up and Boogie）は、しばしば『Silver Convention』としても知られる、ドイツのディスコ・グループであるシルバー・コンベンションの2作目のスタジオ・アルバムであり、おそらくは「恋のブギー (Get Up and Boogie)」を収録していることで最もよ知られており、この曲はカナダでは1976年6月15日にチャートの首位に立ち、アメリカ合衆国では第2位まで上昇した。1976年にリリースされたこのアルバムは、ダンス・フロアで人気を博し、一定の商業的成功も収め、『ビルボード』誌のブラック・アルバム・チャートで第9位、ポップ・アルバム・チャートで第13位まで上昇した。オールミュージックのレビューでは「チグハグなところはあるとしても、評価に値する、スマッシュ・ヒット「恋のブギー」を擁するユーロディスコの取り組み (a respectable, if uneven, Euro-disco effort that boasts the disco smash 'Get Up and Boogie')」と評されているものの、このアルバムへの批評家たちの評価は、当時も今も、肯定的なもの否定的なものが入り混じっている。このアルバムは、いくつかの国では『シルバー・コンベンション (Silver Convention)』というアルバム名で、iTunes にリリースされている。

## トラックリスト
| 全作詞・作曲: シルヴェスター・リーヴァイとステファン・プラガー。 |                                                                                |                                                    |                                                    |      |
| #                                                                | タイトル                                                                       | 作詞                                               | 作曲・編曲                                         | 時間 |
| 1.                                                               | 「恋のブギー / Get Up and Boogie」                                             | シルヴェスター・リーヴァイ と ステファン・プラガー | シルヴェスター・リーヴァイ と ステファン・プラガー | 4:00 |
| 2.                                                               | 「ノー・ノー・ジョー / No, No Joe」                                            | シルヴェスター・リーヴァイ と ステファン・プラガー | シルヴェスター・リーヴァイ と ステファン・プラガー | 2:58 |
| 3.                                                               | 「ユー・ターン・ミー・オン / You've Turned Me On (But You Can't Turn Me Off)」 | シルヴェスター・リーヴァイ と ステファン・プラガー | シルヴェスター・リーヴァイ と ステファン・プラガー | 3:34 |
| 4.                                                               | 「シスコ・ハッスル / San Francisco Hustle」                                    | シルヴェスター・リーヴァイ と ステファン・プラガー | シルヴェスター・リーヴァイ と ステファン・プラガー | 4:48 |

| #  | タイトル                                                         | 作詞 | 作曲・編曲 | 時間 |
| -- | ---------------------------------------------------------------- | ---- | ---------- | ---- |
| 1. | 「にくい貴方 / You've Got What It Takes (To Please Your Woman)」 |      |            | 3:56 |
| 2. | 「ウー・ラ・ラ / The Boy with Ooh-La-La」                        |      |            | 3:48 |
| 3. | 「イン・ニュー・ボトル / Old Wine in New Bottles」               |      |            | 4:07 |
| 4. | 「ライク・ア・ヨーヨー / Play Me Like a Yoyo」                   |      |            | 3:44 |
| 5. | 「サンキュー・ミスター・D・J / Thank You, Mr. D.J.」             |      |            | 3:12 |

## パーソネル
- ボーカル – ペニー・マクリーン、リンダ・G・トンプソン、ジャッキー・カーター
- ドラム/パーカッション – キース・フォーセイ（英語版）、マーティン・ハリソン (Martin Harrison)
- ベース – ゲイリー・アンウィン (Gary Unwin)
- キーボード – シルヴェスター・リーヴァイ
- コンガ – チャーリー・キャンベル (Charlie Campbell)
- ストリングス編曲 – フィッツ・ゾンライトナー (Fritz Sonnleithner)

## チャート

### 週間チャート
| チャート（1976年）                          | 最高位 |
| ------------------------------------------- | ------ |
| オーストラリア アルバム (Kent Music Report) | 15     |
| カナダ (RPM)                                | 3      |
| ドイツ (Offizielle Top 100)                 | 48     |
| ノルウェー (VG-lista)                       | 15     |
| スウェーデン (Sverigetopplistan)            | 25     |
| US Billboard 200                            | 13     |

### 年間チャート
| チャート（1976年）                 | 順位 |
| ---------------------------------- | ---- |
| カナダ Canada Top Albums/CDs (RPM) | 22   |

## 認定
| 国/地域                    | 認定 | 認定/売上数 |
| -------------------------- | ---- | ----------- |
| オーストラリア (ARIA)      | Gold | 20,000^     |
| カナダ (Music Canada)      | Gold | 50,000^     |
| ^ 認定のみに基づく出荷枚数 |      |             |